# Patrole rumowe

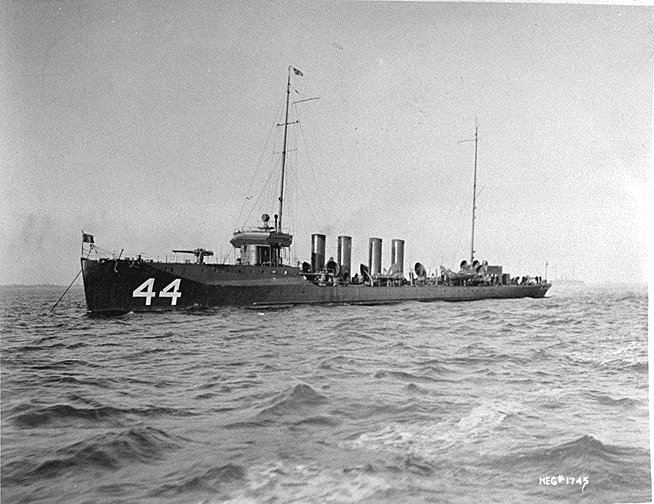
USS "Cummings" (DD-44) - jeden z niszczycieli biorących udział w patrolach rumowych

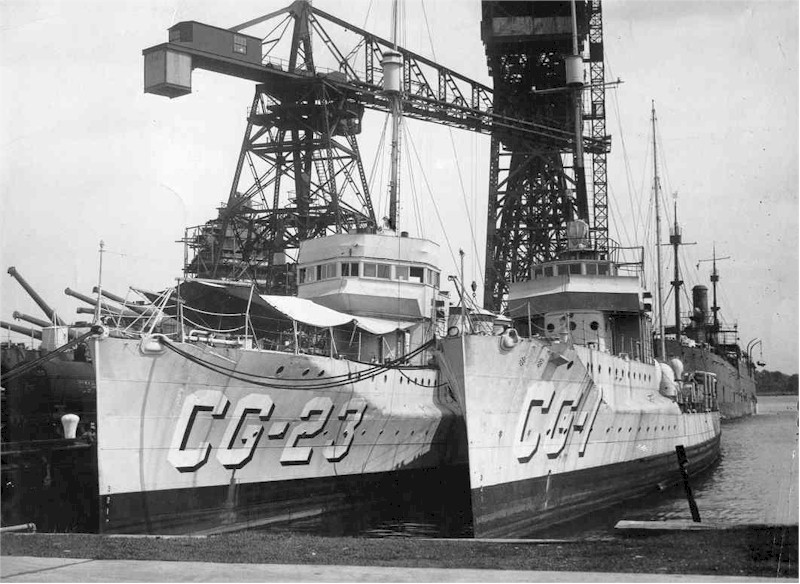
"Tucker" i "Cassin" w czasie gdy uczestniczyły w patrolach rumowych

Patrole rumowe – grupa okrętów United States Coast Guard używanych do egzekwowania prohibicji.
18 grudnia 1917 Kongres przyjął 18. poprawkę do Konstytucji. 16 stycznia 1919 poprawka została ratyfikowana i weszła w życie, wprowadzając zakaz wytwarzania, sprzedawania, transportu, importu i eksportu napojów alkoholowych z dniem 16 stycznia 1920.
Wprowadzenie prohibicji spowodowało znaczne zwiększenie przemytu alkoholu do Stanów Zjednoczonych. Aby poradzić sobie z tym problemem, przeniesiono z United States Navy do Departamentu Skarbu 25 starych niszczycieli, w celu wprowadzenia ich do służby w Straży Przybrzeżnej. W wyniku częstych rejsów w ramach patrolów rumowych niektóre zaczęły wykazywać oznaki zużycia i wymagały wymiany. W 1930 i 1931 Departamentowi Skarbu przekazano kolejnych pięć nowych gładkopokładowych niszczycieli.
Adaptacja tych niszczycieli do służby była mniej kosztowna niż budowa nowych jednostek. Pod koniec służby utrzymanie tych okrętów stało się trudne ze względu na bardzo słabą kondycję wielu jednostek, nadwerężonych w czasie wojny. W wielu przypadkach proces przywracania do służby zajmował prawie rok. Dodatkowo były to największe i najbardziej skomplikowane okręty operujące w ramach Straży Przybrzeżnej, co niosło ze sobą duże problemy kadrowe. W rezultacie Kongres autoryzował setki nowych etatów. Właśnie ci nowi, niedoświadczeni członkowie Straży Przybrzeżnej stanowili głównie obsadę niszczycieli.
Niektóre z tych niszczycieli pochodziły z czasów sprzed I wojny światowej. Miały wyporność 742 ton i maksymalną prędkość 25 węzłów, co było przydatne w pościgach za przemytnikami. Mogły być jednak łatwo wymanewrowane przez mniejsze jednostki. Z tego powodu główną misją niszczycieli było zwalczanie dużych statków zaopatrzeniowych i zapobieganie wyładowywaniu towarów z dużych na małe statki dostarczające alkohol na brzeg.
20 lutego 1933 Kongres przedłożył 21. poprawkę do konstytucji amerykańskiej. Znosiła ona 18. poprawkę, a została ratyfikowana 5 grudnia 1933. Wyeliminowało to potrzebę przeprowadzania patroli rumowych. Niszczyciele pozostające nadal w gestii Straży Przybrzeżnej zostały przekazane do Marynarki i sprzedane na złom.

## Okręty uczestniczące w patrolach rumowych
| Oznaczenie Straży Przybrzeżnej | Oznaczenie Marynarki           | Wejście do służby w USCG | Wycofanie ze służby w USCG |
| ------------------------------ | ------------------------------ | ------------------------ | -------------------------- |
| USCGD "Cassin" (CG-1)          | USS "Cassin" (DD-43)           | 30 sierpnia 1924         | 5 czerwca 1933             |
| USCGD "Conyngham" (CG-2)       | USS "Conyngham" (DD-58)        | 8 marca 1925             | 5 czerwca 1933             |
| USCGD "Cummings" (CG-3)        | USS "Cummings" (DD-44)         | 15 maja 1925             | 30 kwietnia 1932           |
| USCGD "Downes" (CG-4)          | USS "Downes" (DD-45)           | 14 października 1924     | 18 listopada 1930          |
| USCGD "Ericsson" (CG-5)        | USS "Ericsson" (DD-56)         | 28 maja 1925             | 30 kwietnia 1932           |
| USCGD "Porter" (CG-7)          | USS "Porter" (DD-59)           | 20 lutego 1925           | 5 czerwca 1933             |
| USCGD "Ammen" (CG-8)           | USS "Ammen" (DD-35)            | 22 stycznia 1925         | 18 maja 1931               |
| USCGD "Burrows" (CG-10)        | USS "Burrows" (DD-29)          | 30 czerwca 1925          | 14 lutego 1931             |
| USCGD "Fanning" (CG-11)        | USS "Fanning" (DD-37)          | 30 maja 1925             | 12 sierpnia 1930           |
| USCG "Henley" (CG-12)          | USS "Henley" (DD-39)           | 14 listopada 1924        | 30 stycznia 1931           |
| USCGD "McCall" (CG-14)         | USS "McCall" (DD-28)           | 17 czerwca 1925          | 12 sierpnia 1930           |
| USCGD "Monaghan" (CG-15)       | USS "Monaghan" (DD-32)         | 30 czerwca 1925          | 29 stycznia 1931           |
| USCGD "Patterson" (CG-16)      | USS "Patterson" (DD-36)        | 24 listopada 1924        | 1 kwietnia 1930            |
| USCGD "Paulding" (CG-17)       | USS "Paulding" (DD-22)         | 23 stycznia 1925         | 12 sierpnia 1930           |
| USCGD "Roe" (CG-18)            | USS "Roe" (DD-24)              | 30 maja 1925             | 4 marca 1930               |
| USCGD "Hunt" (CG-18)           | USS "Hunt" (DD-194)            | 5 lutego 1931            | 28 maja 1934               |
| USCGD "Terry" (CG-19)          | USS "Terry" (DD-25)            | 30 czerwca 1925          | 12 sierpnia 1930           |
| USCGD "Wood" (CG-19)           | USS "Welborn C. Wood" (DD-195) | 15 kwietnia 1931         | 21 maja 1934               |
| USCGD "Trippe" (CG-20)         | USS "Trippe" (DD-33)           | 24 czerwca 1924          | 15 kwietnia 1931           |
| USCGD "Semmes" (CG-20)         | USS "Semmes" (DD-189)          | 25 kwietnia 1932         | 20 kwietnia 1934           |
| USCGD "Davis" (CG-21)          | USS "Davis" (DD-65)            | 4 września 1926          | 5 czerwca 1933             |
| USCGD "Shaw" (CG-22)           | USS "Shaw" (DD-68)             | 13 lipca 1926            | 5 czerwca 1933             |
| USCGD "Tucker" (CG-23)         | USS "Tucker" (DD-57)           | 29 września 1926         | 5 czerwca 1933             |
| USCGD "Wainwright" (CG-24)     | USS "Wainwright" (DD-62)       | 30 lipca 1926            | 29 marca 1934              |
| USCGD "Wilkes" (CG-25)         | USS "Wilkes" (DD-67)           | 23 sierpnia 1926         | 29 marca 1934              |